# Prototheora
Famille
Genre
Prototheora est un genre de lépidoptères, l'unique genre de la famille des Prototheoridae. Il contient une douzaine d'espèces de petite taille (de 20 à 27 mm[réf. souhaitée]), toutes originaires d'Afrique australe. Leur biologie demeure en grande partie inconnue.

## Systématique
Le genre Prototheora a été décrit par l'entomologiste britannique Edward Meyrick en 1917. Son espèce type est  Prototheora petrosema Meyrick, 1917.
Prototheora est l'unique genre de la famille monotypique des Prototheoridae. Il existait un autre genre, Metatheora Meyrick, 1919, qui a été synonymisé avec Prototheora.

## Liste des espèces
Selon FUNET Tree of Life (27 février 2019) :
- Prototheora parachlora (Meyrick, 1919)
- Prototheora petrosema Meyrick, 1917
- Prototheora monoglossa Meyrick, 1924
- Prototheora corvifera (Meyrick, 1920)
- Prototheora merga Davis, 1996
- Prototheora quadricornis Meyrick, 1920
- Prototheora biserrata Davis, 1996
- Prototheora serruligera Meyrick, 1920
- Prototheora cooperi Janse, 1942
- Prototheora geniculata Davis, 1996
- Prototheora drackensbergae Davis, 1996
- Prototheora angolae Davis, 1996
- Prototheora malaviensis Davis, 2001